# Rubus tsangii
Rubus tsangii är en rosväxtart som beskrevs av Elmer Drew Merrill. Rubus tsangii ingår i släktet rubusar, och familjen rosväxter. Utöver nominatformen finns också underarten R. t. yanshanensis.